# Silke Kandzora
Silke Kandzora (* 4. Oktober 1989 in Bamberg) ist eine deutsche Schauspielerin.
Sie schloss 2009 eine musische Ausbildung am E.T.A. Hoffmann-Gymnasium Bamberg ab und verkörperte bereits während dieser Ausbildung die Rolle der Ela in Endlich Samstag!.

## Filmografie
- 2006–2008: Endlich Samstag! (Fernsehserie)
- 2009: Frühlingssprachbox (Arbeitstitel Kurzfilm)
- 2009: Junggesellin (Kurzfilm)
- 2016: Das Kalte Gericht (Spielfilm)
- 2016: Leben (Kurzfilm / Episodenfilm)
- 2016: Tatort: Am Ende geht man nackt
- 2018: Alice – The Darkest Hour (Spielfilm)
- 2019: Stories of the Dead – Die Farm (Spielfilm)

## Musikvideos
- 2010: Beziehungskiste (Musikvideo der Band Elephant Party) als Anna